# Mud Lake (Jefferson County, New York)
Der Mud Lake ist ein kleiner See im Flusssystem des Sankt-Lorenz-Stroms. Er liegt im Jefferson County im US-Bundesstaat New York, an seinem Ufer liegt das Dorf Redwood, das zur Town Alexandria gehört.

## Ökologie

### Fauna
Der Mud Lake bietet mindestens sechs Fischspezies Lebensraum: Hecht, Amerikanischem Flussbarsch, Katzenwels und Blauem Sonnenbarsch, sowie Forellenbarsch und Gemeinem Sonnenbarsch. Er wird auch zum Angeln benutzt, allerdings darf nur im Nordosten des Sees und nur mit kleinen Kanus Boot gefahren werden.

### Flora
Im Westen des Sees befindet sich ein Wald von Eichen und einigen Kiefern und im Süden und Norden machen Sumpfgebiete das Gelände recht ungangbar. Im Osten hingegen ist das Gelände durch einen Campingplatz kultiviert.